# Illerrieden

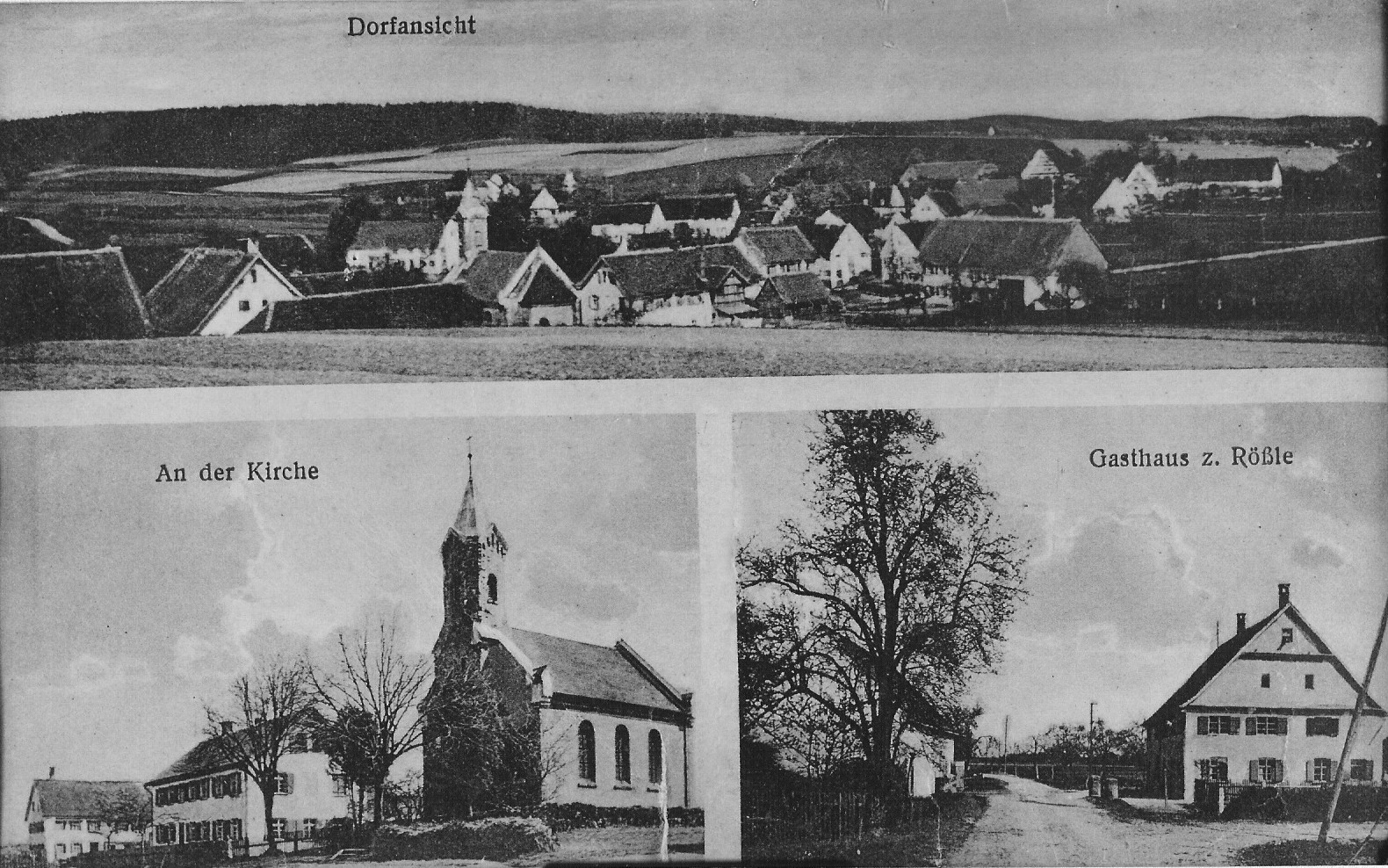
Wangen

Illerrieden – miejscowość i gmina w Niemczech, w kraju związkowym Badenia-Wirtembergia, w rejencji Tybinga, w regionie Donau-Iller, w powiecie Alb-Donau, wchodzi w skład związku gmin Dietenheim. Leży w Górnej Szwabii, nad rzeką Iller, ok. 15 km na południe od Ulm. Gmina dzieli się na dwie dzielnice: Wangen i Dorndorf.